# Keltischer Fürstensitz Hohenasperg

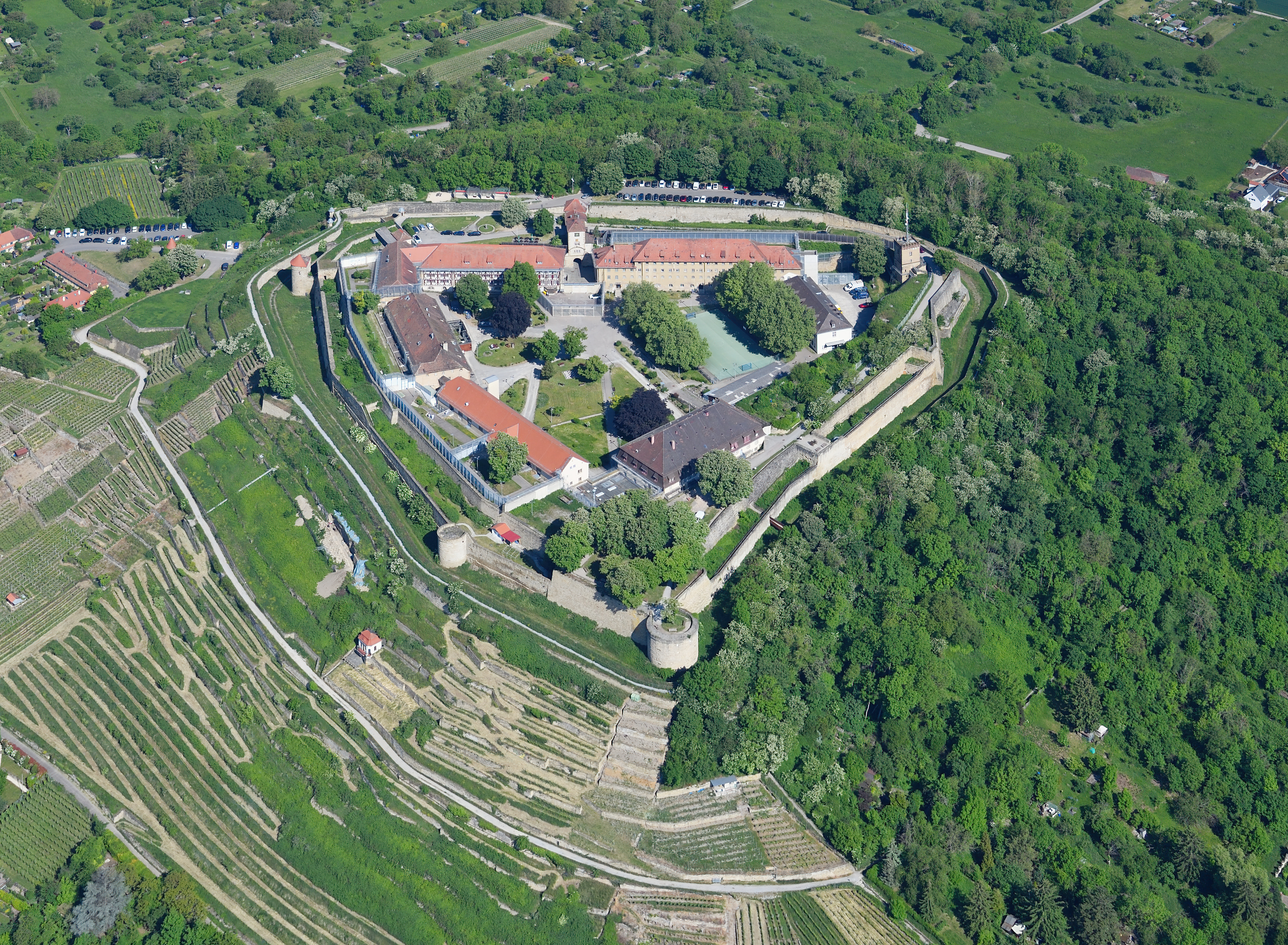
Luftbild des Hohenaspergs

Der Keltische Fürstensitz Hohenasperg ist eine der bedeutendsten späthallstadtzeitlichen Höhensiedlungen Mitteleuropas (6. bis 5. Jahrhundert v. Chr.), deren archäologischen Überreste jedoch durch die neuzeitliche Überbauungen der Festung Hohenasperg zerstört wurden. Seine Bedeutung lässt sich nur aus Funden im Umfeld der Anlage erschließen, wie zum Beispiel dem Prunkgrab Grafenbühl, dem Großgrabhügel bei Hochdorf oder dem Grabhügel Kleinaspergle.

## Lage und Bedeutung
Der Hohenasperg ist ein Zeugenberg des Gipskeupers bei Ludwigsburg in Baden-Württemberg. Er überragt die Lößfläche des Langen Felds um 90 bis 100 m. Am Fuß des Hohenasperg liegt die Stadt Asperg, die im Mittelalter zusammen mit der Burg auf dem etwa dreieckigen Bergplateau lag. Später, in der Zeit der Renaissance, wurde auf dem Hohenasperg eine Festung errichtet, die heute noch als Gefängnis dient.
Außer einigen unbedeutenden Siedlungsresten im Osten der Stadt Asperg sind keine archäologischen Funde auf dem Hohenasperg bekannt, da die vorgeschichtlichen Reste durch die moderne Überbauung weitgehend zerstört wurden. Ebenso sind keine Spuren einer bedeutenden Außensiedlung nachgewiesen, wie zum Beispiel bei der Heuneburg. Es bestehen jedoch keine Zweifel, dass der Berg ein bedeutender späthallstattzeitlicher Fürstensitz war, der der Heuneburg und dem des Mont Lassois bei Châtillon-sur-Seine um nichts nachstand. Die Fläche des Bergplateaus dürfte ursprünglich bei ungefähr sechs Hektar gelegen haben. Diese Siedlungsfläche war somit fast doppelt so groß wie die der Heuneburg. Auch die dominante Lage, die mit dem Mont Lassois vergleichbar ist, lässt keine Zweifel an der Bedeutung des Fürstensitzes zu. Der Machtbereich der Herrscher vom Hohensaperg reichte wahrscheinlich vom Schwäbischen Wald und dem Schwarzwald bis ins Alpenvorland.

## Bedeutende Bestattungsplätze mit Bezug zum Hohenasperg
In einem Umkreis von 10 km um der Hohenasperg wurden etwa 400 Siedlungsstellen aus dem 5. Jahrhundert v. Chr. sowie diverse Grabhügel mit reich ausgestatteten Gräbern nachgewiesen. Der zu diesen Funden gehörende Fürstensitz aus der Zeit um 600. bis 500. v. Chr. wird auf dem Hohenasperg vermutet. So liegen im Süden des Hohenaspergs mit Sichtverbindung zu dem ehemaligen Fürstensitz mehrere Großgrabhügel mit reichen Gräbern. Besonders reich ausgestattet waren die Gräber folgender Grabhügel:
- Prunkgrab Grafenbühl
- Kleinaspergle
- Keltenmuseum Hochdorf#Großgrabhügel mit Prunkgrab
- Wasserturm Ludwigsburg-Fürstenhügel#Keltischer Großgrabhügel „Römerhügel“ mit Prunkgrab
- Hallstattzeitliches Prunkgrab von Ditzingen-Schöckingen
- Krieger von Hirschlanden

Analog zur Heuneburg lagen die jüngeren Grabhügel Grafenbühl und Kleinaspergle näher an der Siedlung als die älteren Hügel Hochdorf und Römerhügel. Nördlich des Hohenaspergs sind bisher keine vergleichbar reichen Gräber bekannt und die bekannten Grabstellen sind im allgemeinen dürftiger ausgestattet. Aus diesem Grund ist eine Abschätzung des Machtbereichs der Fürsten vom Hohenasperg nach Norden nur schwer möglich.